# 17.ª edición de los Premios Óscar
La 17.ª edición de los Premios Óscar se celebró el 15 de marzo de 1945 en el Grauman's Chinese Theatre de Los Ángeles, California, y fue conducida por John Cromwell y Bob Hope.
Esta fue la primera edición de los premios que fue completamente retransmitida a nivel nacional, a través de la Blue Network (ABC Radio). Bob Hope fue el anfitrión de una retransmisión que duró 70 minutos, y que incluyó clips de las películas candidatas que tenían que ser explicados a la audiencia radiofónica.
Darryl F. Zanuck y 20th Century-Fox gastaron una fortuna en la promoción de Wilson con la intención de que ganara el Óscar a la Mejor Película, pero perdió frente a Going My Way, lo que amargó a Zanuck.
Este fue el primer año en el que la categoría de mejor película estuvo limitada a 5 películas. Esta también fue la primera y única vez que una persona fue nominada como mejor actor y mejor actor de reparto por interpretar el mismo papel en la misma película: Barry Fitzgerald por el papel del Padre Fitzgibbon en Going My Way. Ganó el premio en la categoría de mejor actor de reparto.

## Ganadores y nominados

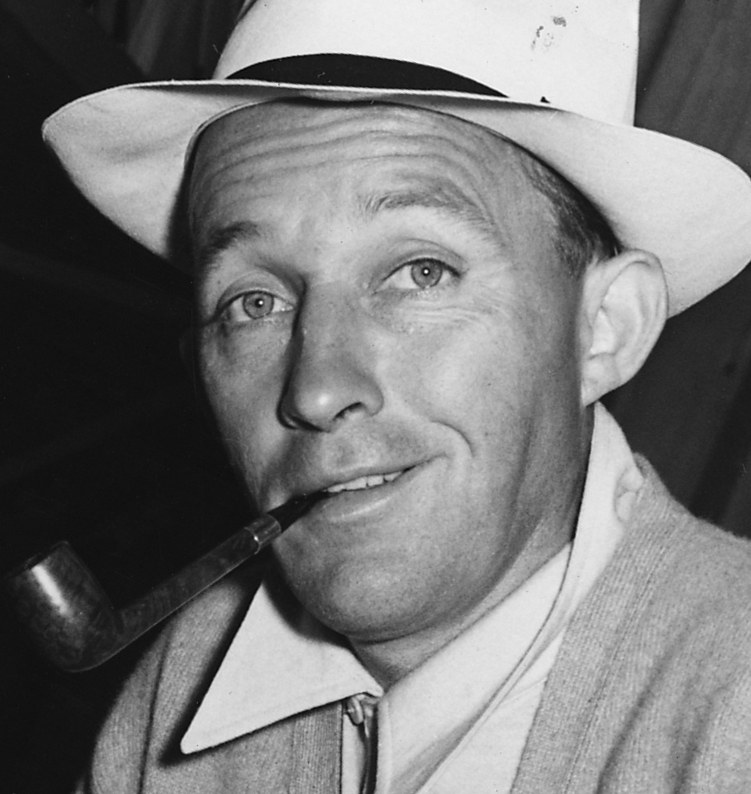
Bing Crosby fue el ganador del Óscar al mejor actor por Going My Way.

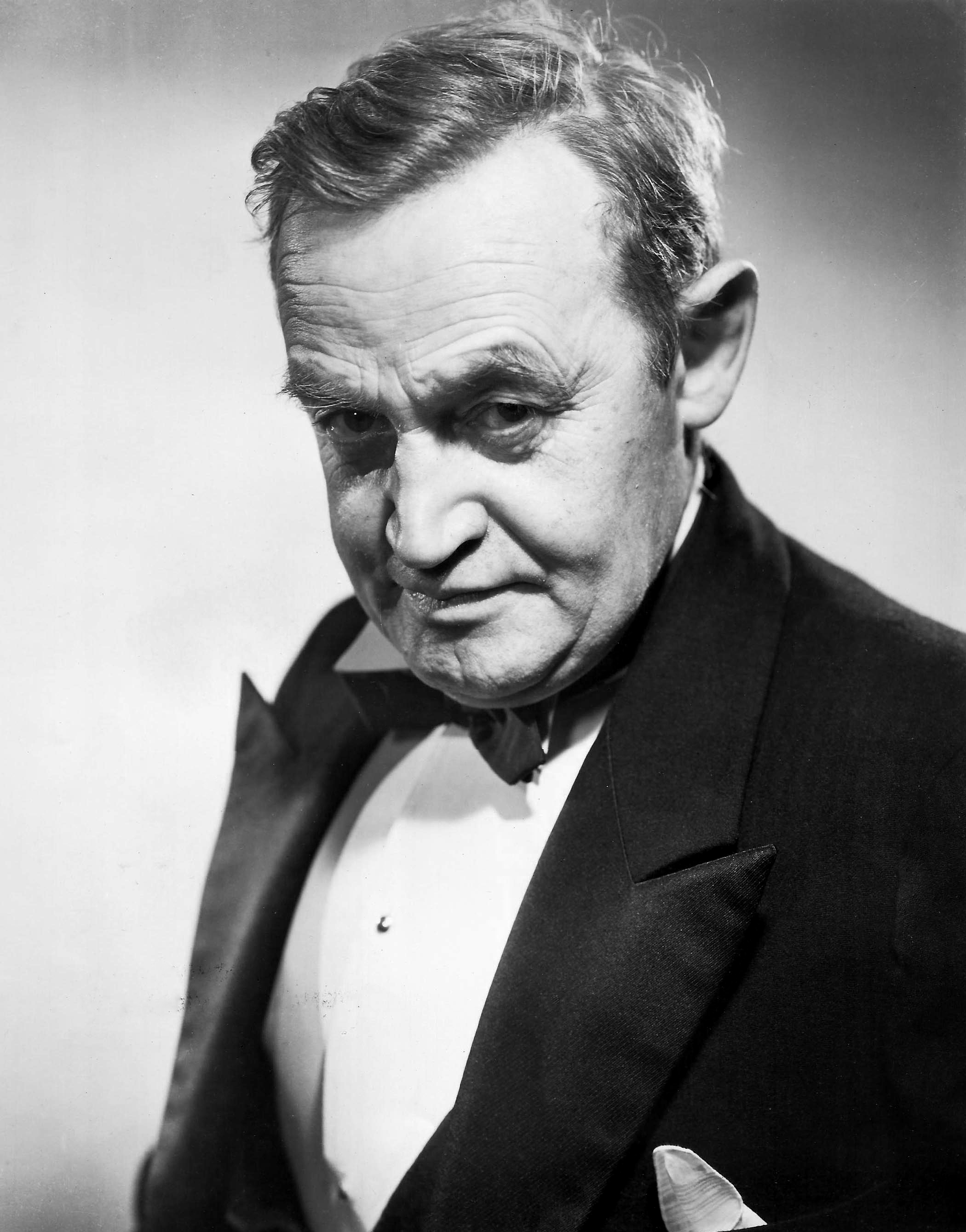
Barry Fitzgerald fue el ganador del Óscar al mejor actor de reparto por Going My Way.

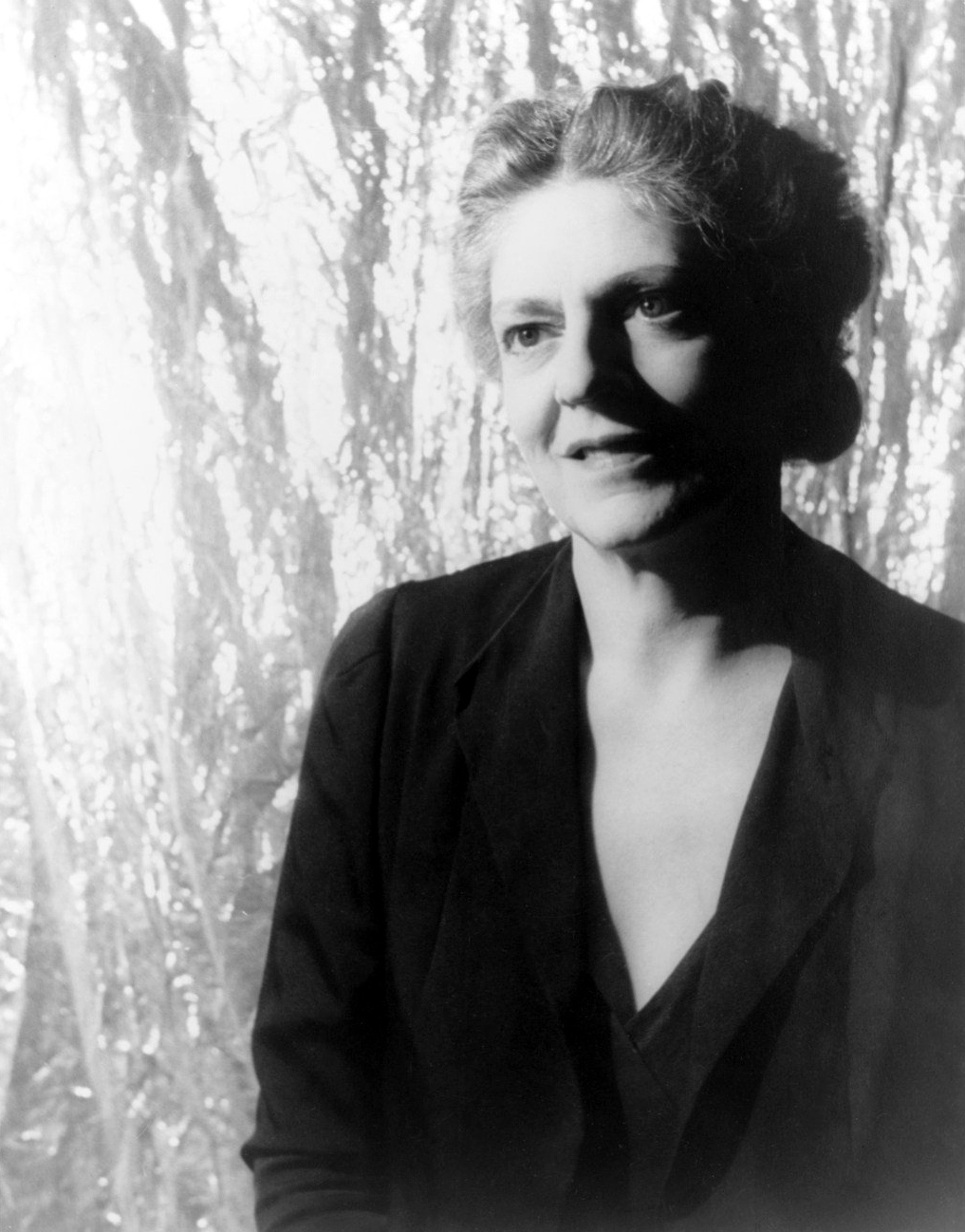
Ethel Barrymore fue la ganadora del Óscar a la mejor actriz de reparto por None but the Lonely Heart.

Indica el ganador dentro de cada categoría.
| Mejor película Presentado por: Hal B. Wallis Going My Way (Siguiendo mi camino/El buen pastor) — Paramount - Double Indemnity (Perdición/Pacto de sangre) — Paramount - Gaslight (Luz que agoniza/Luz de gas) — Metro-Goldwyn-Mayer - Since You Went Away (Desde que te fuiste) — United Artists - Wilson — 20th Century Fox | Mejor dirección Presentado por: Mervyn LeRoy - Leo McCarey - Going My Way (Siguiendo mi camino/El buen pastor) - Alfred Hitchcock – Lifeboat (Náufragos) - Henry King – Wilson - Otto Preminger – Laura - Billy Wilder – Double Indemnity (Perdición/Pacto de sangre) |
| Mejor actor Presentado por: Barry Fitzgerald - Bing Crosby – Going My Way (Siguiendo mi camino/El buen pastor), como el Padre Chuck O'Malley - Charles Boyer – Gaslight (Luz que agoniza/Luz de gas), como Gregory Anton/Sergius Bauer - Barry Fitzgerald – Going My Way (Siguiendo mi camino/El buen pastor), como el Padre Fitzgibbon - Cary Grant – None but the Lonely Heart (Un corazón en peligro), como Ernie Mott - Alexander Knox – Wilson, como Woodrow Wilson | Mejor actriz Presentado por: Jennifer Jones - Ingrid Bergman – Gaslight (Luz que agoniza/Luz de gas), como Paula Alquist Anton - Claudette Colbert – Since You Went Away (Desde que te fuiste), como la Sra. Anne Hilton - Bette Davis – Mr. Skeffington (El señor Skeffington), como Frances Beatrice "Fanny" Trellis Skeffington - Greer Garson – Mrs. Parkington (La señora Parkington), como Susie Parkington - Barbara Stanwyck – Double Indemnity (Perdición/Pacto de sangre), como Phyllis Dietrichson |
| Mejor actor de reparto Presentado por: Charles Coburn - Barry Fitzgerald – Going My Way (Siguiendo mi camino/El buen pastor), como el Padre Fitzgibbon - Hume Cronyn – The Seventh Cross (La séptima cruz), como Paul Roeder - Claude Rains – Mr. Skeffington (El señor Skeffington), como Job Skeffington - Clifton Webb – Laura, como Waldo Lydecker - Monty Woolley – Since You Went Away (Desde que te fuiste), como el coronel William G. Smollett | Mejor actriz de reparto Presentado por: Teresa Wright - Ethel Barrymore – None but the Lonely Heart (Un corazón en peligro), como Ma Mott - Jennifer Jones – Since You Went Away (Desde que te fuiste), como Jane Deborah Hilton - Angela Lansbury – Gaslight (Luz que agoniza/Luz de gas), como Nancy Oliver - Aline MacMahon – Dragon Seed (Estirpe de dragón), como Ling Tan's Wife - Agnes Moorehead – Mrs. Parkington (La señora Parkington), como la Baronesa Aspasia Conti |
| Mejor argumento Presentado por: Hugo Butler - Going My Way (Siguiendo mi camino/El buen pastor) – Leo McCarey - A Guy Named Joe (Dos en el cielo) – David Boehm y Chandler Sprague - Lifeboat (Náufragos) – John Steinbeck - None Shall Escape – Alfred Neumann y Joseph Than - The Sullivans (Eran cinco hermanos) – Edward Doherty y Jules Schermer | Mejor guion original Presentado por: Hugo Butler - Wilson – Lamar Trotti - Hail the Conquering Hero (Salve, héroe victorioso) – Preston Sturges - The Miracle of Morgan's Creek (El milagro de Morgan Creek) – Preston Sturges - Two Girls and a Sailor (Dos chicas y un marinero) – Richard Connell y Gladys Lehman - Wing and a Prayer (Alas y una plegaria) – Jerome Cady |
| Mejor guion Presentado por: Hugo Butler Going My Way (Siguiendo mi camino/El buen pastor) – Frank Butler y Frank Cavett; basado en una novela de Leo McCarey - Double Indemnity (Perdición/Pacto de sangre) – Raymond Chandler y Billy Wilder; basado en la novela Double Indemnity in Three of a Kind de James M. Cain - Gaslight (Luz que agoniza/Luz de gas) – John L. Balderston, Walter Reisch y John Van Druten; basado en la obra Luz de gas de Patrick Hamilton - Laura – Jay Dratler, Samuel Hoffenstein y Betty Reinhardt; a partir de la novela homónima de Vera Caspary - Meet Me in St. Louis (Cita en San Luis/La rueda de la Fortuna) – Irving Brecher y Fred F. Finklehoffe; a partir de la novela de Sally Benson | Mejor cortometraje animado Presentado por: John Cromwell Mouse Trouble – Fred Quimby - And to Think I Saw It on Mulberry Street – George Pal - Dog, Cat and Canary – Raymond Katz - Fish Fry – Walter Lantz - How to Play Football – Walt Disney - My Boy, Johnny – Paul Terry - Swooner Crooner – Edward Selzer |
| Mejor cortometraje - Un rollo Presentado por: John Cromwell Who's Who in Animal Land – Jerry Fairbanks - Blue Grass Gentlemen – Edmund Reek - Jammin' the Blues – Gordon Hollingshead - Movie Pests – Pete Smith - Screen Snapshots' 50th Anniversary of Motion Pictures – Ralph Staub | Mejor cortometraje - Dos rollos Presentado por: John Cromwell I Won't Play – Gordon Hollingshead - Bombalera – Louis Harris - Main Street Today – Jerry Bresler |
| Mejor documental Presentado por: John Cromwell The Fighting Lady – Armada de los Estados Unidos - Resisting Enemy Interrogation – Fuerzas Aéreas del Ejército de los Estados Unidos | Mejor documental corto Presentado por: John Cromwell With the Marines at Tarawa – Cuerpo de Marines de los Estados Unidos - Hymn of the Nations – Oficina de Información de Guerra de Estados Unidos - New Americans - RKO Radio |
| Mejor banda sonora de una película dramática o comedia Since You Went Away (Desde que te fuiste) – Max Steiner - Address Unknown (Domicilio desconocido) – Morris Stoloff y Ernst Toch - The Adventures of Mark Twain (Las aventuras de Mark Twain) – Max Steiner - The Bridge of San Luis Rey (El puente de San Luis Rey) – Dimitri Tiomkin - Casanova Brown – Arthur Lange - Christmas Holiday (Luz en el alma) – H. J. Salter - Double Indemnity (Perdición/Pacto de sangre) – Miklós Rózsa - The Fighting Seabees (Batallón de construcción) – Walter Scharf y Roy Webb - The Hairy Ape (Pasión salvaje) – Edward Paul y Michel Michelet - It Happened Tomorrow (Sucedió mañana) – Robert Stolz - Jack London (Aventuras de Jack London) – Frederic Efrem Rich - Kismet (El príncipe mendigo) – Herbert Stothart - None but the Lonely Heart (Un corazón en peligro) – Hanns Eisler y C. Bakaleinikoff - The Princess and the Pirate (La princesa y el pirata) – David Rose - Summer Storm (Extraña confesión) – Karl Hajos - Three Russian Girls – Franke Harling - Up in Mabel's Room (Un casado en apuros) – Edward Paul - Voice in the Wind – Michel Michelet - Wilson – Alfred Newman - Woman of the Town – Miklós Rózsa | Mejor orquestación de una película musical Cover Girl (Las modelos) – Carmen Dragon y Morris Stoloff - Brazil – Walter Scharf - Higher and Higher (Cada vez más alto) – C. Bakaleinikoff - Hollywood Canteen – Ray Heinford - Irish Eyes Are Smiling – Alfred Newman - Knickerbocker Holiday – Werner R. Heymann y Kurt Weill - Lady in the Dark (Una mujer en la penumbra) – Robert Emmett Dolan - Lady, Let's Dance (La reina del baile) – Edward Kay - Meet Me in St. Louis (Cita en San Luis/La rueda de la Fortuna) – Georgie Stoll - The Merry Monahans – H. J. Salter - Minstrel Man – Ferde Grofe y Leo Erdody - Sensations of 1945 – Mahlon Merrick - Song of the Open Road – Charles Previn - Up in Arms (Rumbo a Oriente) – Louis Forbes y Ray Hemdorff                                                                               |
| Mejor canción original Presentado por: Bob Hope «Swinging on a Star» de Going My Way (Siguiendo mi camino/El buen pastor) – Música: James Van Heusen; Letra: Johnny Burke - «I Couldn't Sleep a Wink Last Night» de Higher and Higher (Cada vez más alto) – Música: Jimmy McHugh; Letra: Harold Adamson - «I'll Walk Alone» de Follow the Boys (Sueños de gloria) – Música: Jule Styne; Letra: Sammy Cahn - «I'm Making Believe» de Sweet and Low-Down – Música: James V. Monaco; Letra: Mack Gordon - «Long Ago (and Far Away)» de Cover Girl (Las modelos) – Música: Jerome David Kern; Letra: Ira Gershwin - «Now I Know» de Up in Arms (Rumbo a Oriente) – Música: Harold Arlen; Letra: Ted Koehler - «Remember Me to Carolina» de Minstrel Man – Música: Harry Revel; Letra: Paul Webster - «I'll Buy That Dream» de Sing Your Way Home (El código del amor) – Música: Allie Wrubel; Letra: Herb Magidson - «Rio de Janeiro» de Brazil – Música: Ary Barroso; Letra: Ned Washington - «Silver Shadows and Golden Dreams» de Hollywood Canteen – Música: Lew Pollack; Letra: Charles Newman - «Sweet Dreams Sweetheart» de Hollywood Canteen – Música: Maurice K. Jerome; Letra: Ted Koehler - «Too Much in Love» de Song of the Open Road – Música: Walter Kent; Letra: Kim Gannon - «The Trolley Song» de Meet Me in St. Louis (Cita en San Luis/La rueda de la Fortuna) – Letra y música: Ralph Blane y Hugh Martin | Mejor sonido Presentado por: John Cromwell Wilson – E. H. Hansen - Brazil – Daniel J. Bloomberg - Casanova Brown – Thomas T. Moulton - Cover Girl (Las modelos) – John P. Livadary - Double Indemnity (Perdición/Pacto de sangre) – Loren L. Ryder - His Butler's Sister (La hermanita del mayordomo) – Bernard B. Brown - Hollywood Canteen – Nathan Levinson - It Happened Tomorrow (Sucedió mañana) – Jack Whitney - Kismet (El príncipe mendigo) – Douglas Shearer - Music in Manhattan – Stephen Dunn - Voice in the Wind – W. M. Dalgleish |
| Mejor fotografía - Blanco y negro Presentado por: Bob Hope Laura – Joseph LaShelle - Double Indemnity (Perdición/Pacto de sangre) – John F. Seitz - Dragon Seed (Estirpe de dragón) – Sidney Wagner - Gaslight (Luz que agoniza/Luz de gas) – Joseph Ruttenberg - Going My Way (Siguiendo mi camino/El buen pastor) – Lionel Lindon - Lifeboat (Náufragos) – Glen MacWilliams - Since You Went Away (Desde que te fuiste) – Stanley Cortez y Lee Garmes - Thirty Seconds Over Tokyo (Treinta segundos sobre Tokio) – Robert Surtees y Harold Rosson - The Uninvited (Los intrusos) – Charles Lang - The White Cliffs of Dover (Las rocas blancas de Dover) – George J. Folsey | Mejor fotografía - Color Presentado por: Bob Hope Wilson – Leon Shamroy - Cover Girl (Las modelos) – Rudolph Maté y Allen M. Davey - Home in Indiana (Nuestra casa en Indiana) – Edward Cronjager - Kismet (El príncipe mendigo) – Charles Rosher - Lady in the Dark (Una mujer en la penumbra) – Ray Rennahan - Meet Me in St. Louis (Cita en San Luis/La rueda de la Fortuna) – George J. Folsey |
| Mejor dirección de arte - Blanco y negro Presentado por: John Cromwell Gaslight (Luz que agoniza/Luz de gas) – Dirección de arte: Cedric Gibbons y William Ferrari; Decorados: Paul Huldschinsky y Edwin B. Willis - Address Unknown (Domicilio desconocido) – Dirección de arte: Lionel Banks y Walter Holscher; Decorados: Joseph Kish - The Adventures of Mark Twain (Las aventuras de Mark Twain) – Dirección de arte: John Hughes; Decorados: Fred M. MacLean - Casanova Brown – Dirección de arte: Perry Ferguson; Decorados: Julia Heron - Laura – Dirección de arte: Lyle Wheeler y Leland Fuller; Decorados: Thomas Little - No Time for Love (No hay tiempo para amar) – Dirección de arte: Hans Dreier y Robert Usher; Decorados: Samuel M. Comer - Since You Went Away (Desde que te fuiste) – Dirección de arte: Mark-Lee Kirk; Decorados: Victor A. Gangelin - Step Lively (Un joven a la aventura) – Dirección de arte: Albert S. D'Agostino y Carroll Clark; Decorados: Darrell Silvera y Claude Carpenter - Song of the Open Road – Nominación retirada | Mejor dirección de arte - Color Presentado por: John Cromwell Wilson – Dirección de arte: Wiard Ihnen; Decorados: Thomas Little - The Climax (Misterio en la ópera) – Dirección de arte: John B. Goodman y Alexander Golitzen; Decorados: Russell A. Gausman y Ira S. Webb - Cover Girl (Las modelos) – Dirección de arte: Lionel Banks y Cary Odell; Decorados: Fay Babcock - The Desert Song – Dirección de arte: Charles Novi; Decorados: Jack McConaghy - Kismet (El príncipe mendigo) – Dirección de arte: Cedric Gibbons y Daniel B. Cathcart; Decorados: Edwin B. Willis y Richard Pefferle - Lady in the Dark (Una mujer en la penumbra) – Dirección de arte: Hans Dreier y Raoul Pene du Bois; Decorados: Ray Moyer - The Princess and the Pirate (La princesa y el pirata) – Dirección de arte: Ernst Fegte; Decorados: Howard Bristol |
| Mejor montaje Presentado por: John Cromwell Wilson – Barbara McLean - Going My Way (Siguiendo mi camino/El buen pastor) – Leroy Stone - Janie – Owen Marks - None but the Lonely Heart (Un corazón en peligro) – Roland Gross - Since You Went Away (Desde que te fuiste) – Hal C. Kern y James E. Newcom | Mejores efectos especiales Presentado por: John Cromwell Thirty Seconds Over Tokyo (Treinta segundos sobre Tokio) – A. Arnold Gillespie, Donald Jahraus, Warren Newcombe y Douglas Shearer - The Adventures of Mark Twain (Las aventuras de Mark Twain) – Paul Detlefsen, John Crouse y Nathan Levinson - Days of Glory Vernon L. Walker, James G. Stewart y Roy Granville - Secret Command (Comando Secreto) – David Allen, Ray Cory, Robert Wright, Russell Malmgren y Harry Kusnick - Since You Went Away (Desde que te fuiste) – Jack Cosgrove y Arthur Johns - The Story of Dr. Wassell (La historia del Dr. Wassell/Por el valle de las sombras) – Farciot Edouart, Gordon Jennings y George Dutton - Wilson – Fred Sersen y Roger Heman, Sr.                                                                                              |

### Óscar honorífico
- Bob Hope, por los servicios prestados a la Academia de Ciencias y Artes Cinematográficas de Hollywood.

## Premios y nominaciones múltiples
| Película                                                       | Nominaciones | Premios |
| -------------------------------------------------------------- | ------------ | ------- |
| Going My Way (Siguiendo mi camino/El buen pastor)              | 10           | 7       |
| Wilson                                                         | 10           | 5       |
| Gaslight (Luz que agoniza/Luz de gas)                          | 7            | 2       |
| Since You Went Away (Desde que te fuiste)                      | 9            | 1       |
| Cover Girl (Las modelos)                                       | 5            | 1       |
| Laura                                                          | 5            | 1       |
| None but the Lonely Heart (Un corazón en peligro)              | 4            | 1       |
| Thirty Seconds Over Tokyo (Treinta segundos sobre Tokio)       | 2            | 1       |
| Double Indemnity (Perdición/Pacto de sangre)                   | 7            | 0       |
| Kismet (El príncipe mendigo)                                   | 4            | 0       |
| Meet Me in St. Louis (Cita en San Luis/La rueda de la Fortuna) | 4            | 0       |
| The Adventures of Mark Twain (Las aventuras de Mark Twain)     | 3            | 0       |
| Brazil                                                         | 3            | 0       |
| Casanova Brown                                                 | 3            | 0       |
| Hollywood Canteen                                              | 3            | 0       |
| Lady in the Dark (Una mujer en la penumbra)                    | 3            | 0       |
| Lifeboat (Náufragos)                                           | 3            | 0       |
| Address Unknown (Domicilio desconocido)                        | 2            | 0       |
| Dragon Seed (Estirpe de dragón)                                | 2            | 0       |
| Higher and Higher (Cada vez más alto)                          | 2            | 0       |
| It Happened Tomorrow (Sucedió mañana)                          | 2            | 0       |
| Lady, Let's Dance (La reina del baile)                         | 2            | 0       |
| Minstrel Man                                                   | 2            | 0       |
| Mr. Skeffington (El señor Skeffington)                         | 2            | 0       |
| Mrs. Parkington (La señora Parkington)                         | 2            | 0       |
| The Princess and the Pirate (La princesa y el pirata)          | 2            | 0       |
| Song of the Open Road                                          | 2            | 0       |
| Up in Arms (Rumbo a Oriente)                                   | 2            | 0       |
| Voice in the Wind                                              | 2            | 0       |